# Твёрдое топливо
Твёрдое топливо — горючие вещества, основной составной частью которых является углерод. К твердому топливу относят каменный уголь и бурые угли, горючие сланцы, торф и древесину.
Свойства твердого топлива в значительной степени определяются его химическим составом — содержанием углерода (длиной углеродной цепи), водорода, кислорода, азота и серы. Одинаковые количества различного топлива дают при сжигании различное количество теплоты. Поэтому для оценки качества топлива определяют его теплотворную способность, то есть наибольшее количество теплоты, выделяющееся при полном сгорании 1 кг топлива (наибольшая теплотворная способность у каменного угля). В основном твёрдое топливо применяют для получения теплоты и других видов энергии, которые затрачиваются на получение механической работы. Кроме того, из твёрдого топлива при его соответствующей обработке (перегонке) можно получить более 300 различных химических соединений.
Большое значение имеет переработка бурого угля в ценные виды жидкого топлива — бензин и керосин.